# Layton (Utah)
Layton je město v okresu Davis County ve státě Utah ve Spojených státech amerických. Leží asi 40 kilometrů severně od Salt Lake City a 24 kilometrů jižně od Ogdenu. K roku 2000 zde žilo 67 311 obyvatel. S celkovou rozlohou 54 km² byla hustota zalidnění 1 090,3 obyvatel na km². V Davis County je Layton nejlidnatějším městem, v celém Utahu jde pak o deváté nejlidnatější město. Ve městě se nachází nákupní centrum Layton Hills Mall a nedaleko města leží také Hillova letecká základna. Město leží v severní části metropolitní oblasti zvané Wasatch Front.